# Royal Blood (banda)
Royal Blood é um duo de rock britânico formado em Worthing, em 2013. O som da banda é uma reminiscência de garage rock e blues rock.

## Cenário
A banda, composta pelo baixista/vocalista Mike Kerr e o baterista Ben Thatcher, foi formada em Worthing, em 2013, e fez seu primeiro show apenas dois dias após o retorno de Kerr para a Inglaterra a partir de seu "trabalho de férias" na Austrália. Durante o verão de 2013, o baterista Matt Helders dos Arctic Monkeys foi visto vestindo uma camisa de apoio à banda (antes do lançamento de seu primeiro single) durante o seu concerto “Glastonbury Festival”, em julho. Em 11 de novembro de 2013, a dupla lançou seu single de estreia, "Out of the Black", que veio com um B-side chamado "Come On Over".

### Álbum homônimo e turnês (2013–2015)
Em novembro de 2013, foi anunciado que o Royal Blood estaria abrindo o show dos Arctic Monkeys para dois shows no Finsbury Park, em maio de 2014. Em dezembro de 2013, o Royal Blood foi nomeado para o Sound of..., da BBC.
O Royal Blood lançou seu segundo single, "Little Monster", em 11 de fevereiro de 2014. A banda também lançou um EP de quatro faixas, com "Out of the Black", "Little Monster", "Come On Over" e "Hole" em 11 de março de 2014 na América do Norte. Seu álbum de estreia, “Royal Blood”, foi lançado em 25 de agosto de 2014 e foi um sucesso comercial, também foi muito bem recebido pela crítica. “Royal Blood” foi verificada pela “Official Charts Company” como o primeiro álbum de rock britânico que vendeu mais rápido em três anos no Reino Unido.
O Royal Blood realizou shows no South by Southwest em Austin, Texas, em março 2014; no “Liverpool Sound City festival” e no “BBC Radio 1’s Big Weekend de Glasgow” em maio, e no “Download Festival” e “Glastonbury Festival” em junho. Eles também realizaram shows no “T in the Park Festival”, em julho, e no “Reading Festival”, bem como Osheaga em agosto de 2014.
Mike Kerr tinha anteriormente usado o nome Royal Blood quando morava na Austrália, em 2011, trabalhando com o baterista Matt Swan.
Em outubro de 2014, o Royal Blood anunciou detalhes de sua maior turnê europeia, até a data, a começar na Alemanha em 10 de janeiro, e terminar na Suécia, em 23 de março. Já no dia 10 de novembro de 2014, Howard Stern disse em seu programa de rádio que ele era um fã da banda. Ele os tinha visto em um MTV Awards Show e ficou impressionado com o som vindo de apenas uma “banda de duas peças”.
Artistas como Dave Grohl, Tom Morello, Metallica e o lendário guitarrista do Led Zeppelin, Jimmy Page já demonstraram grande interesse pela banda. Em novembro de 2014, Jimmy disse: "Eu fui ouvi-los em Nova Iorque. Eles foram fantásticos. Absolutamente fascinante, eles são músicos tão finos. Seu álbum tornou-se algo sério em alguns detalhes. É tão suave de se ouvir, porque eles tocam com os espíritos das coisas que os precederam, vocês têm de ouvir, eles vão elevar o rock a um novo nível — se eles já não estão o fazendo, já que sua música é de qualidade tremenda”.
A banda, junto com Iggy Pop, deve estar nos shows dos Foo Fighters em determinadas datas durante sua turnê em 2015 no Reino Unido e nos Estados Unidos.
Em Fevereiro de 2015 ganharam o prêmio Brit Awards de melhor grupo britânico de 2014.
No dia 19 de março de 2015, a banda foi anunciada como uma das atrações do palco mundo do Rock in Rio no dia 19 de setembro deste mesmo ano. A dupla dividiu o palco com bandas como Metallica, Mötley Crüe e Gojira.

### How Did We Get So Dark? (2015–presente)
Nos dias 29 e 30 de agosto de 2015, a banda tocou no palco principal do festival Readings and Leeds. Nas duas performances a banda apresentou uma música nova, "Hook, Line & Sinker".
No dia 16 de Outubro de 2015, a banda subiu um vídeo na sua conta oficial do Instagram onde os membros apareciam no estúdio. No vídeo, Mike tocava um cover da música "Let Me Entertain You" de Robbie Williams no piano, enquanto Ben gravava o vídeo cantava. Ao longo do resto do ano eles continuaram postando outros covers de Vanessa Carlton, Gloria Gaynor, Spandau Ballet, Elton John, Coldplay e Michael Jackson.
Em 29 de março de 2016, a banda lançou uma nova faixa, "Where Are You Now?" inspirada na série da HBO, Vynil. Essa faixa foi re-gravada para posteriormente ser inserida no segundo álbum da banda.
No dia 11 de abril de 2017, a banda anunciou que o lançamento do álbum How Did We Get So Dark? seria no dia 16 de junho de 2017. Junto do anúncio, a banda lançou o single "Lights Out" e em seguida mais dois singles, "Hook, Line & Sinker" e "I Only Lie When I Love You".
Em 23 de março de 2018, a banda fez um apresentação no primeiro dia do festival Lollapalooza Brasil 2018, realizado em São Paulo, no Autódromo de Interlagos.
O álbum Typhoons foi eleito pela Loudwire como o 43º melhor álbum de rock/metal de 2021.

## Membros
- Mike Kerr - baixista/vocalista
- Ben Thatcher - baterista

## Discografia

### Álbuns de estúdio
| Álbum                   | Detalhes | Desempenho nas paradas musicais | Desempenho nas paradas musicais | Desempenho nas paradas musicais | Desempenho nas paradas musicais | Desempenho nas paradas musicais | Desempenho nas paradas musicais | Desempenho nas paradas musicais | Desempenho nas paradas musicais | Desempenho nas paradas musicais               | Desempenho nas paradas musicais | Desempenho nas paradas musicais | Certificações                              |
| Álbum                   | Detalhes | UK Albums Chart                 | ARIA Charts                     | Canadian Albums Chart           | Tracklisten                     | SNEP                            | Media Control Charts            | Irish Albums Chart              | MegaCharts                      | Recording Industry Association of New Zealand | Swiss Music Charts              | Billboard 200                   | Certificações                              |
| ----------------------- | --- | ------------------------------- | ------------------------------- | ------------------------------- | ------------------------------- | ------------------------------- | ------------------------------- | ------------------------------- | ------------------------------- | --------------------------------------------- | ------------------------------- | ------------------------------- | ------------------------------------------ |
| Royal Blood             | - Lançamento: 25 de agosto de 2014 - Gravadora: Warner Bros. - Formatos: CD, LP, download digital                            | 1                               | 3                               | 9                               | 18                              | 48                              | 40                              | 1                               | 13                              | 6                                             | 6                               | 17                              | - BPI: 2x Platinum - ARIA: Gold - MC: Gold |
| How Did We Get So Dark? | - Lançamento: 16 de junho de 2017 - Gravadora: Warner Bros. - Formatos: CD, LP, download digital                             |                                 |                                 |                                 |                                 |                                 |                                 |                                 |                                 |                                               |                                 |                                 | - BPI: Gold                                |
| Typhoons                | - Lançamento: 30 de abril de 2021 - Gravadora: Warner Bros. - Formatos: CD, LP, download digital                             |                                 |                                 |                                 |                                 |                                 |                                 |                                 |                                 |                                               |                                 |                                 | - BPI: Gold                                |
| Back to the Water Below | - Lançamento: 1 de setembro 2023 - Gravadora: Black Mammoth, Warner Bros. - Formatos: CD, LP, fita cassete, download digital |                                 |                                 |                                 |                                 |                                 |                                 |                                 |                                 |                                               |                                 |                                 |                                            |

### EPs
| Título           | Detalhes                                                                                |
| ---------------- | --------------------------------------------------------------------------------------- |
| Out of the Black | - Lançamento: 11 de março de 2014 - Gravadora: Warner Bros. - Formato: download digital |

### Singles
| Título                                              | Ano  | Desempenho nas paradas musicais | Desempenho nas paradas musicais | Desempenho nas paradas musicais | Desempenho nas paradas musicais | Desempenho nas paradas musicais | Desempenho nas paradas musicais | Álbum                   |
| Título                                              | Ano  | UK                              | UK Rock                         | US Rock                         | US Alt.                         | US Main.                        | CAN Rock                        | Álbum                   |
| --------------------------------------------------- | ---- | ------------------------------- | ------------------------------- | ------------------------------- | ------------------------------- | ------------------------------- | ------------------------------- | ----------------------- |
| "Out of the Black"                                  | 2013 | 78                              | 1                               | 47                              | 31                              | 2                               | 35                              | Royal Blood             |
| "Little Monster"                                    | 2014 | 74                              | 1                               | 33                              | 18                              | 1                               | 4                               | Royal Blood             |
| "Come On Over"                                      | 2014 | 68                              | —                               | —                               | —                               | —                               | —                               | Royal Blood             |
| "Figure It Out"                                     | 2014 | 43                              | —                               | 18                              | 10                              | 3                               | 1                               | Royal Blood             |
| "Lights Out"                                        | 2017 |                                 |                                 |                                 |                                 |                                 |                                 | How Did We Get So Dark? |
| "Hook, Line & Sinker"                               | 2017 |                                 |                                 |                                 |                                 |                                 |                                 | How Did We Get So Dark? |
| "I Only Lie When I Love You"                        | 2017 |                                 |                                 |                                 |                                 |                                 |                                 | How Did We Get So Dark? |
| "—" significa que o single não foi lançado no país. |      |                                 |                                 |                                 |                                 |                                 |                                 |                         |

### B-sides
- Hole (2014, Little Monster - 7" Single)
- You Want Me (2014, Come On Over - 7" Single)
- Love and Leave It Alone (2014, Figure It Out - 7" Single)
- One Trick Pony (2014, Ten Tonne Skeleton - 7" Single)